# 5마일령
5마일령(Five Mile Act)은 1665년에 통과된 법령으로 비국교도가 추방당할 경우 그 지역에서 5마일 이내에 거주 할 수 없는 법이다. 형벌법의 한 종류로 비국교도의 성장을 막고 국교회를 권장하기 위해 집행되었다.  이것은 1662년 공동기도문을 낭독하지 않았던 수천명의 비국교도 목회자들에게 영향을 미쳤다.

## 같이 보기
- 비밀집회 금지법